# Neue Hermeneutik
Als Neue Hermeneutik wird in der Theologie ein methodischer Ansatz bezeichnet, der biblische Texte, insbesondere solche des Neuen Testaments durch hermeneutische Arbeit existential interpretiert. Die neue Hermeneutik baut auf Rudolf Bultmann auf und wurde vor allem von Ernst Fuchs, Gerhard Ebeling und James McConkey Robinson angewandt.

## Beschreibung
Bultmann ging davon aus, dass die Autoren des Neuen Testaments und ihre (gedanklich vorgestellten) Leser ein mythologisches Weltbild teilten. Dieses sei inzwischen von einem wissenschaftlichen Weltbild abgelöst worden. Bultmann hielt es deshalb für notwendig, das Neue Testament im Wege einer Entmythologisierung in dieses moderne Weltbild zu übersetzen, um den Kern der christlichen Verkündigung herauszuarbeiten und wieder zugänglich zu machen.
Diese Aufgabe soll die Methode der Neuen Hermeneutik lösen. Sie entdeckte den Kern der Verkündigung in der Sprache selbst. Sprache habe den „Charakter eines Aufschließens in der Geschichte des individuellen Lebens“ und bewege somit die Existenz des Menschen. Erzählungen können Gefühle und Gedanken ansprechen und dadurch den Menschen für die Verkündigung empfänglich machen. Dies wird auch „Sprachereignis“ genannt.
Das Neue seiner „Neuen Hermeneutik“ sah Fuchs darin, nicht mehr (nur) nach dem Sinn des Textes zu fragen, sondern nach der „hermeneutischen Hilfe“, die mit dem Text gegeben ist. Für Fuchs war die Hermeneutik eine Sprachlehre des Glaubens. Aus den Texten arbeitete er das „Sprachereignis der Liebe“ heraus, um damit den Glauben aufzubauen.
Fuchs verband die Theologie von Karl Barth und Rudolf Bultmann mit philosophischen Ideen von Martin Heidegger. Er versuchte, Barths calvinistische Theorien zur Offenbarung Gottes mit den lutherischen Theorien Bultmanns zur menschlichen Existenz vor Gott in Verbindung zu bringen, indem er eine Phänomenologie der Sprache einsetzte, wie sie Heidegger teilweise benutzte, um die menschliche Existenz zu beschreiben, die Fuchs als Gabe Gottes auffasste. Deshalb nannte Fuchs diese Methode eine „Sprachlehre des Glaubens“: Die Aufgabe der Theologie ist im Wesentlichen hermeneutisch, sie übersetzt die Heilige Schrift mit Hilfe zeitgenössischer Begriffe und wandelt die gegenwärtige Existenz wiederum in biblische Begriffe.
Fuchs verband damit das theologische Sprachereignis mit existenzialer Philosophie. Demnach ist die Verlautbarung der wirklichen Liebe Gottes in Jesu Wort und Tat in den Evangelien niedergeschrieben und so als „Sprachgewinn“ erhalten geblieben. Mit der freien Glaubensverkündigung Gottes im Evangelium und dem „Ja der Liebe“ wird sprachlich die Zukunft für eine authentische Existenz eröffnet, das entspricht der Trias Glaube, Liebe, Hoffnung.